# Korea National Oil Corporation
La Korea National Oil Corporation (KNOC) (en coreà: 한국석유공사) és la companyia petroliera de Corea del Sud i una de les empreses més importants en aquest país. Explota jaciments de petroli i gas natural en diversos llocs al voltant del món, incloent el mar del Nord, el golf Pèrsic, el mar Caspi, el mar de Aral, la península de Kamchatka, Nigèria, Perú, Veneçuela i Corea del Sud.